# 海勒姆·罗兹·雷威尔斯
海勒姆·罗兹·雷威尔斯（英語： 1827年9月27日—1901年1月16日）美国共和党参议员、非洲卫理公会主教和大学行政人员。他以自由人的身份生于北卡罗来纳州，后来在俄亥俄州生活和工作。1870年和1871年重建时期，他以共和党人的身份当选为美国参议员，代表密西西比州，成为第一位在美国国会任职的非洲裔美国人。
在美国内战期间，雷维尔斯帮助组织了两个美国有色人种部队并担任牧师。在参议院任职后，雷维尔斯被任命为阿尔康农业机械学院（现为阿尔康州立大学）的第一任校长，并于1871年至1873年和1876年至1882年任职。